# Phare de Puerto de la Cruz
Le phare de Puerto de la Cruz est un phare situé à l'ouest du port de Puerto de la Cruz sur la côte nord de l'île de la Tenerife, dans les Îles Canaries (Espagne).
C'est l'un des sept phares qui marquent le littoral de Tenerife et se trouve entre le phare de Punta del Hidalgo au nord-est et le phare de Buenavista à l'ouest.
Il est géré par l'autorité portuaire de la Province de Santa Cruz de Tenerife (Autoridad Portuaria de Santa Cruz de Tenerife).

## Histoire
Le phare a été achevé en 1995, dans le cadre du plan de feu maritime qui a été élaboré dans les années 80, qui comprenait la nécessité de nouveaux phares dans plusieurs zones des îles Canaries. Il s'agit d'une construction au design très contemporain comme celui de Punta del Hidalgo et celui de Buenavista sur Tenerife, le phare de Punta del Castillete sur Grande Canarie, et le phare de Arenas Blancas et le phare de Punta Lava sur La Palma.
Il se compose d'une tour de structure métallique en acier foncé de 27 mètres, entourant un noyau central contenant les passages d'escalier qui mènent au sommet de la lanterne.
Avec une hauteur focale de 31 mètres au-dessus du niveau de la mer, la lumière peut être vue jusqu'à 16 milles marins (30 km). Le phare émet deux éclairs de lumière blanche toutes les sept secondes.
Identifiant : ARLHS : CAI-020 ; ES-12934 - Amirauté : D2833 - NGA : 23842 .
|          |
| Le phare |

### Lien connexe
- Liste des phares des îles Canaries